# プロデューサーハウスあ・うん
有限会社プロデューサーハウスあ・うん（Producer House a・un）は、東京都渋谷区桜丘町にある芸能事務所。

## 概要
- 1995年（平成7年）10月に設立。
- お笑いタレントや放送作家のマネージメントの他、お笑いライブの企画、制作、演出も手掛ける。
- 自社ライブ「しんじゅく杯争奪 東京笑い者」を毎月開催している。

## 所属タレント
- ねづっち
- 千葉チューセッツ（松戸正宏、伊藤大輔）
- サンフラワー（BBQ佐藤、元ペガサス坂下、とっくん）
- グルテン渡辺
- 日進月歩（りゅうCHANCE、ポンコッツ杉野）
- きんぶら（きんぐまさき、きゅうぴぃゆうき）
- 4VACANCE(びゃい。、みやざわ春紫苑)
- あさかぜ(野村龍之介、古川凱偉)
- 平野翔太

## 業務提携タレント
- 小松政夫…ドン・タック所属
- 風船王子
- はさみ家紙太郎

## 所属構成作家
- 鏑木将宣
- 内田崇文（夜ふかしの会作家）

## 過去の所属タレント
- 次男坊（小宮浩信、相田周二、阿部樹理亜）

阿部が脱退したのちに旧コンビ名の「三四郎」へ戻し、フリーを経てマセキ芸能社へ移籍した。
- タイムトラベラー（森田仁、蓮沼誠司）

解散、森田はタレントとして活動。
- Wコロン（ねづっち、木曽さんちゅう）

解散、ねづっちはピン芸人として引き続き在籍、木曽はWAJA NEXTへ移籍後、コンビ「ケンメリ」を結成。
- ナナイロ（斉藤徹哉、金子学）

解散、金子はコンビ「うしろシティ」を結成し松竹芸能へ移籍。
- 原田16才

退社後はWAHAHA本舗へ移籍し、その後「原田17才」に改名し活動。
- プラスドライバー（角田晃広、大田賢二、和知晃）

活動休止、角田はトリオ「東京03」を結成しプロダクション人力舎へ移籍。
- バカ田バカ男

現在は樽井修の本名でギャグ作家、プロデューサー、芸能事務所社長で活躍。